# Arnbjörn
Arnbjörn (Arinbiorn) var en svensk medeltida skulptör, verksam under 1200-talets senare hälft.
Arinbiorn är en av de få medeltidskonstnärer som efterlämnat signerade verk. På en dopfunt från Burseryds kyrka, numera på Statens historiska museum, finns signeringen Arinbiorn görthe mik vitkunder prester skref mik ok här skal um stund stanta ("Ambjörn gjorde mig, Vidkunn präst skrev mig, här skall jag länge stå"). Dopfunten ger uttryck för en allmogeartad arkaiserande stil. Arnbjörns dopfunt är exempel på de så kallade fabeldjursfuntarna, en typ av dopfuntar vanliga i trakten söder om Vättern och alla härstammande från andra hälften av 1200-talet. De visar på inflytande från de gotländska dopfuntarna vid tiden runt 1200.